# راغب العلمي
راغب العلمي هو رئيس لبلدية مدينة غزة بين عامي 1965 و1970. وقد تم تعيينه من قبل الحكومة المصرية عندما كان قطاع غزة تحت السيطرة المصرية. خدم في منصبه عندما احتلت إسرائيل قطاع غزة خلال حرب الأيام الستة مع مصر عام 1967.
حافظ العلمي على سياسة عدم دخول إسرائيل بعد احتلال غزة، لكنه دخل في 11 يناير 1970 لتقديم التماس إلى السلطات الإسرائيلية لوقف ممارسة تدمير منازل الفلسطينيين انتقاماً لهجمات الفدائيين الفلسطينيين. وخلال فترة وجوده في منصبه، سجنت السلطات الإسرائيلية ابنه وصادرت سيارته وشاحنته ومصنعه وأشجار الحمضيات لأنه رفض عقد صفقة مع إسرائيل بشأن كهرباء غزة. وبعد أن اعترض العلمي على تحرك إسرائيل لربط قطاع غزة بشبكة الكهرباء الإسرائيلية، تم فصله من البلدية، وحل محله ضابط عسكري إسرائيلي حتى عينت إسرائيل رشاد الشوا رئيساً لبلدية غزة.